# Discografia lui Ion Cristoreanu
Discografia cântărețului Ion Cristoreanu cuprinde aparițiile sale discografice (discuri de gramofon, de vinil, benzi de magnetofon, CD-uri) realizate în România la Electrecord și la Radiodifuziunea Română.

## Discuri Electrecord
| An   | Număr de catalog                                           | Format                   | Piese | Acompaniament |
| 1956 | EPA 2133                                                   | shellac, 25 cm, 78 RPM   | Lelișoară mergheșă, înaltă | O.M.P.R., dirijor Victor Predescu |
| 1956 | EPA 2159                                                   | shellac, 25 cm, 78 RPM   | De când a plecat bădița | O.M.P.R., dirijor Victor Predescu |
| 1956 | EPA 2161                                                   | shellac, 25 cm, 78 RPM   | De la noi de la fereastră | O.M.P.R., dirijor Victor Predescu |
| 1957 | EPA 2327                                                   | shellac, 25 cm, 78 RPM   | Busuioace, nu te-ai coace | O.M.P.R., dirijor Victor Predescu |
| 1957 | EPA 2374                                                   | shellac, 25 cm, 78 RPM   | Hai lic și iar lic | Orchestra „Electrecord”, dirijor Ionel Budișteanu |
| 1958 | EPA 2423                                                   | shellac, 25 cm, 78 RPM   | Du-te dor și iarăși vină | O.M.P.R., dirijor Victor Predescu |
| 1958 | EPA 2449                                                   | shellac, 25 cm, 78 RPM   | Hora de la Oravița | orchestra Victor Predescu |
| 1959 | EPA 2811                                                   | shellac, 25 cm, 78 RPM   | Teiule cu frunza lată | O.M.P.R., dirijor Victor Predescu |
| 1960 | EPA 2988                                                   | shellac, 25 cm, 78 RPM   | Când eram ma tinerel De la Oravița-n vale | orchestra Victor Predescu |
| 1960 | EPA 2989                                                   | shellac, 25 cm, 78 RPM   | Cântec nou de la Vișeu La împețit | orchestra Victor Predescu |
| 1960 | EPA 2990                                                   | shellac, 25 cm, 78 RPM   | Mândruliță de demult | orchestra Victor Predescu |
| 1961 | EPC 242                                                    | vinil, 17 cm, 33 RPM     | 1. De la Oravița-n vale 2. Când eram mai tinerel 3. Cântec nou de la Vișeu 4. La împețit | orchestra Victor Predescu |
| 1961 | EPE 053                                                    | vinil, LP, 30 cm, 33 RPM | 12. Însura-m-aș, însura | O.M.P.R., dirijor Victor Predescu |
| 1962 | EPA 3163                                                   | shellac, 25 cm, 78 RPM   | Mândro, dragostea nu știe | O.M.P.R., dirijor George Vancu |
| 1963 | EPA 3239                                                   | shellac, 25 cm, 78 RPM   | Cântec nou feciorii-ngână Crișule, Mureșule | O.M.P.R., dirijor George Vancu |
| 1963 | EPC 349                                                    | vinil, 17 cm, 33 RPM     | 1. Ruguleț cu negre mure 2. Floricea crescută-n strat 3. Crișule, Mureșule 4. Cântec nou feciorii-ngână | O.M.P.R., dirijor George Vancu |
| 1963 | EPD 1006                                                   | vinil, LP, 25 cm, 33 RPM | 1. Busuioace, nu te-ai coace 6. Hora de la Oravița | O.M.P.R., dirijor Victor Predescu |
| 1963 | EPD 1007                                                   | vinil, LP, 25 cm, 33 RPM | 1. Hai lic și iar lic | orchestra Ionel Budișteanu |
| 1963 | EPA 3280                                                   | shellac, 25 cm, 78 RPM   | 1. Spune mândrulița mea 2. Dragă mi-e scumpa de vară | orchestra Ionel Budișteanu |
| 1963 | EPA 3281                                                   | shellac, 25 cm, 78 RPM   | 1. Hai mândruță-n grădinuță 2. Eu-s oșan, făcut așa | orchestra Ionel Budișteanu |
| 1964 | EPC 417                                                    | vinil, 17 cm, 33 RPM     | 1. Spune, mândrulița mea 2. Dragă mi-e scumpa de vară 3. Hai mândruță-n grădinuță 4. Eu-s oșan, făcut așa | orchestra Ionel Budișteanu |
| 1965 | EPC 525                                                    | vinil, 17 cm, 33 RPM     | 1. La mândra pe ulicioară 2. Portă mândră ce-i purta 3. De la noi de la fereastra | Orch. „Barbu Lăutaru”, dir. Florian Economu (1) Orch. Ans. „Ciocârlia”, dir. Victor Predescu (2, 3) |
| 1966 | EPD 1103                                                   | vinil, LP, 25 cm, 33 RPM | 1. Vai de mine cum m-aș duce 2. Mândruliță pup de trandafir 3. Mărie, Mărie 4. Iarna-mi place-n șezătoare 5. Ardeleana ca-n Banat 6. De la Turda pân-la Cean 7. Sorocul din Bereșcău 8. Găzdărițele din Turda | orchestra George Vancu (1-4), orchestra Victor Predescu (5-8) |
| 1967 | EPC 840                                                    | vinil, 17 cm, 33 RPM     | 1. Patru boi cu lanțuri noi (Ană dragă) 2. Iac-am fost și pețitor 3. Mărie, Mărie 4. Ce mi-e drag mie pe lume | Orch. Ans. „Ciocârlia”, dirijor Victor Predescu |
| 1968 | EPE 0377 The Famous Romanian Folklore Ensemble «Ciocîrlia» | vinil, LP, 30 cm, 33 RPM | 5. Patru boi cu lanțuri noi 13. Ce mi-e drag mie pe lume | Orch. Ans. „Ciocârlia”, dirijor Victor Predescu |
| 1968 | EPC 10.024                                                 | vinil, 17 cm, 33 RPM     | 1. Ne vorbește-o lume-ntreagă 2. Nu știu la alții cum li-i 3. Frică mi-i că mor ca mâine 4. La toată lumea-am plăcut | orchestra George Vancu |
| 1970 | EPD 1249                                                   | vinil, LP, 25 cm, 33 RPM | 1. Mugurel de primăvară 2. Câtă boală are mândra 3. Dintre douăzeci de mândre 4. Decât să trăiesc cu dor 5. Cale lunga, drum de apă 6. De la noi, de la fereastră 7. Ceteră, unde te-aud 8. Nu mă bate, Doamne, rău | orchestra George Vancu |
| 1974 | STM-EPE 0996                                               | vinil, LP, 30 cm, 33 RPM | 1. Cântarea tritenilor 2. Dragă mi-e glaja cu vin 3. La birtuțul din pădure 4. Are Alba vinuri grele 5. Clujule, oraș cu dor 6. Cât îi muntele de mare 7. Banii, banii 8. Hai lic și iar lic 9. Drag mi-e cântecul frumos 10. Vine cununa în sat 11. La mână la Anina 12. Frunzuliță foi de ghindă 13. Nu știu la alții cum li-i | orchestra Paraschiv Oprea solo taragot: Remus Bistrița |
| 1975 | EPE 01172 Țară nouă, cântec nou                            | vinil, LP, 30 cm, 33 RPM | 7. Țara mea, mândră grădină | Orch. Ans. „Ciocârlia”, dirijor Paraschiv Oprea |
| 1976 | ST-EPE 01219 De la noi pe la fereastră                     | vinil, LP, 30 cm, 33 RPM | 1. Vai de mine, cum m-aș duce 2. Ochii mândrei mele 3. Mărie, Mărie 4. Iarna-mi place-n șezătoare 5. De la noi de la fereastră 6. Mândre-s nunțile la noi 7. De la Turda pân-la Cean 8. Inimă, ceteră rară 9. Găzdărițele din Turda 10. Mugurel de primăvară 11. Câtă boală are mândra 12. Dintre douăzeci de mândre 13. Decât să trăiesc cu dor 14. Cale lungă, drum de apă 15. Ceteră, când te-aud 16. Nu mă bate, Doamne, rău | orchestra George Vancu (1-5, 9-16), orchestra Victor Predescu (6-8) |
| 1979 | STM-EPE 01628 Dragi mi-s munții cu izvoare                 | vinil, LP, 30 cm, 33 RPM | 1. Tu mândruță de la Jina 2. Numai codrul și izvorul 3. Trenule, mă iei, mă duci 4. Dragi mi-s munții cu izvoare 5. Dac-aș ști c-aș muri mâine 6. Lasă mândră jocu-n sat 7. Ne-am iubit pe sub ascuns 8. Ăsta-i jocul de jucat 9. Râtule cu frunza rară 10. Draga mea holdă de grâu 11. Alăturea cu drumul 12. Mă trag lângă ceteraș | orchestra Paraschiv Oprea |
| 2008 | EDC 886 De la noi de la fereastră                          | compact disc             | 1. Ană, dragă, Ană dragă 2. Hai lic și iar lic 3. Titiană, nume mândru 4. Iac-am fost și pețitor 5. De la noi de la fereastră 6. La mândra pe ulicioară 7. Patru boi cu lanțuri noi 8. Nu mă bate, Doamne, rău 9. Dac-aș ști c-aș muri mâine 10. Decât să trăiesc cu dor 11. Dragu-mi glaja cu vin 12. La birtuțul din pădure 13. Când eram mai tinerel 14. Mărie, Mărie 15. Dintre douăzeci de mândre 16. Banii, banii 17. Spune, mandrulița mea 18. Clujule, oraș cu dor 19. Ce mi-e drag mie pe lume 20. Gherghină, Gherghină 21. La toată lumea-am plăcut 22. Frică-mi-i ca mor ca mâine 23. Hai mândruță-n grădinuță 24. Hai nană, mândră bănățeană | orchestra George Vancu (1, 3, 8, 10, 14, 15, 21, 22), Orchestra „Electrecord”, dirijor Ionel Budișteanu (2, 4, 13, 17, 23, 24), Orch. „Barbu Lăutaru”, dir. Florian Economu (6), orchestra Paraschiv Oprea (9, 11, 12, 16, 18), orchestra Radu Voinescu (20), Remus Bistrița - taragot (11, 12, 16, 18) |